# Simone Bozzelli

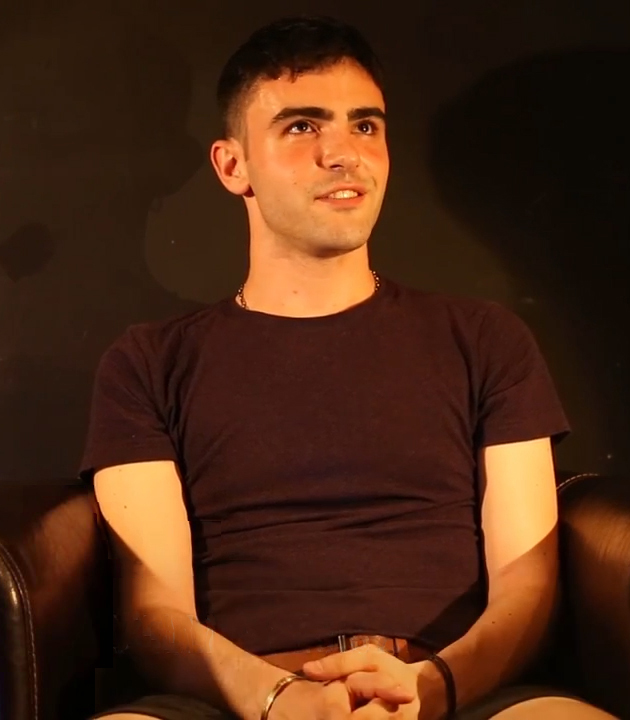
Simone Bozzelli 2017

Simone Bozzelli (* 10. August 1994 in Silvi) ist ein italienischer Filmregisseur. Sein erster Spielfilm Patagonia wurde 2023 auf dem Filmfestival Locarno uraufgeführt.

## Leben und Werk
Im Jahr 2017 schloss Simone Bozzelli sein Studium an der Nuova Accademia di Belle Arti in Mailand mit einem Diplom in Mediendesign und Multimedia Arts ab. 2020 erlangte er den Abschluss als Regisseur am Centro Sperimentale di Cinematografia in Rom. 2021 produzierte Bozzelli Musikvideos für I Wanna Be Your Slave by Iggy Pop and Måneskin. Als Musikvideo-Regisseur arbeitete er für Karin Ann, Santa Manu und Toys in the Attic. Bozzellis Filme Giochi aus dem Jahr 2021 und Patagonia im Jahr 2023 liefen auf dem Locarno Film Festival. Sein Kurzfilm J'ador erhielt 2020 den Preis als bester Kurzfilm auf Filmfestival Venedig.

## Filmografie
- 2015: Mio fratello (Kurzfilm)
- 2017: Loris sta bene (Kurzfilm)
- 2019: Amateur (Kurzfilm)
- 2020: J’ador (Kurzfilm)
- 2021: Giochi (Kurzfilm)
- 2023: Patagonia

## Auszeichnungen
Locarno Film Festival 2023
- Nominierung für den Goldenen Leoparden
- Auszeichnung mit dem Preis der Ökumenischen Jury[8]